# Pierre Gaudin (artiste)
Pour les articles homonymes, voir Pierre Gaudin et Gaudin.
Pierre Gaudin, né le 3 janvier 1908 à Paris et mort dans la même ville le 9 avril 1973, est un vitrailliste et mosaïste français.

## Biographie

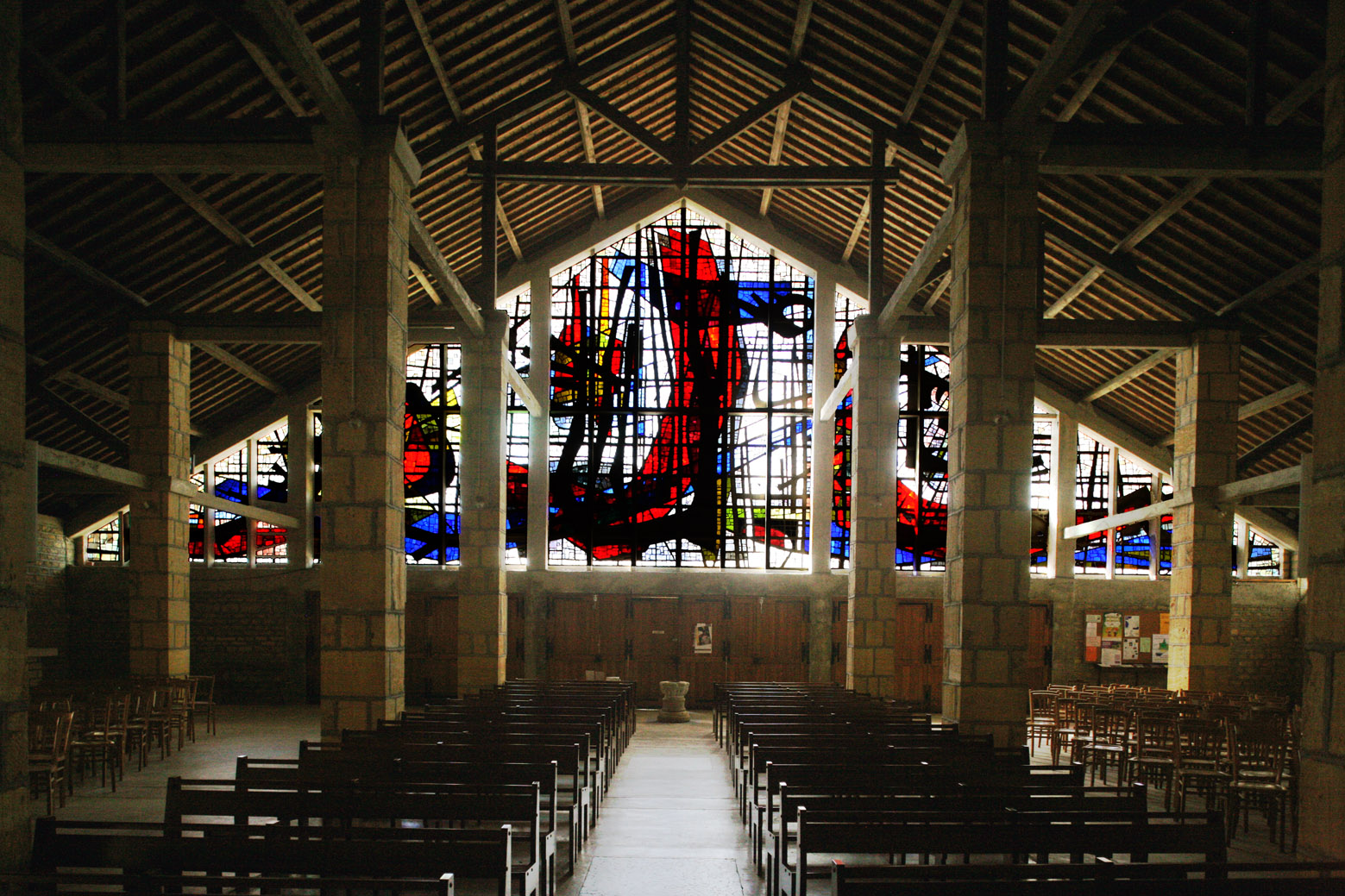
Margut, Ermitage Saint-Walfroy: grand fenêtre de l'ouest, "La lutte de la Foi contre le Mal", Pierre Gaudin, 1957

Pierre Gaudin est le fils de Jean Gaudin (1879-1954) et le  petit-fils de Félix Gaudin (1851-1930) eux aussi vitraillistes et mosaïstes. Ses ateliers travaillent à la basilique Sainte-Thérèse de Lisieux sur les mosaïques (notamment « Thérèse et les Papes ») et sur les vitraux.
En lieu et place de Fernand Léger qui a décliné l'offre, il réalise de 1954 à 1958 pour la cathédrale de Metz les verrières des quatre dernières fenêtres hautes, sous la direction de Robert Renard, architecte en chef des Monuments Historiques. Son travail complète celui de Marc Chagall et de Jacques Villon et s'intègre à la nef avec le jeu des 32 saints en vitrail.
Pierre Gaudin réalisa également deux vitraux pour le chœur de l'église Saint-Bernard de Menthon-Saint-Bernard (en Haute-Savoie).
En 1955 il réalise le chemin de la croix de la Cathédrale Notre-Dame-de-l'Assomption de Moncton au Canada. En 1957, il réalisa le grand fenêtre de l'église de pèlerinage St. Walfroy près de Margut en Ardennes. Elle symbolise la lutte du bien et du mal, de la Foi contre l’idole Arduina, l’Église dans la tempête.